# Congreso de Tapacarí
El Congreso de Tapacarí fue un Congreso extraordinario de Bolivia que se reunió en junio de 1836 en Tapacarí, con el fin de dar facultades al presidente Andrés de Santa Cruz para instaurar la Confederación Perú-Boliviana.

## Sede
La villa de Tapacarí se halla en la provincia de Tapacarí, departamento de Cochabamba, en un punto intermedio entre el valle y el altiplano, y a una altitud de 2700 m s. n. m. Era entonces cabeza de una región próspera. Allí se reunió el Congreso extraordinario de la República de Bolivia, a pedido del presidente Santa Cruz. Fue presidido por el vicepresidente Mariano Enrique Calvo Cuellar y deliberó durante diez días del mes de junio del año 1836.

## Acuerdos
Santa Cruz solicitó a este Congreso autorización  para usar el título de Supremo Protector del Estado Sur Peruano, que le había otorgado la Asamblea de Sicuani en marzo de 1836. El Congreso accedió a su pedido y le autorizó para nombrar a los integrantes de un Congreso de plenipotenciarios peruanos y bolivianos, cuya sede sería elegida por el mismo Santa Cruz, en donde se fijarían las bases administrativas de la Confederación, las cuales serían sometidas a su aprobación al Congreso ordinario boliviano.
El Congreso de Tapacarí otorgó también ostentosas distinciones y cuantiosos premios a Santa Cruz y a los miembros de su gobierno, en medio del entusiasmo que sobrevino tras el triunfo de la guerra en Perú. Santa Cruz recibió como obsequio las haciendas de Chincha y Tahuapalpa, con el nombre de Socabaya (nombre de la batalla que ganara en el Perú), cediéndolas perpetuamente en su familia, en forma de mayorazgo. Asimismo, dispuso la entrega de considerables premios al ejército boliviano, pagaderos cuando el Perú reembolsase a la hacienda boliviana los gastos invertidos en su pacificación. Concedió también un sobresueldo al secretario de Santa Cruz, doctor Torrico, y otorgó el rango de general de división al vicepresidente Calvo, que jamás había peleado en batalla.